# Plectris piottii
Plectris piottii är en skalbaggsart som beskrevs av Bruch 1909. Plectris piottii ingår i släktet Plectris och familjen Melolonthidae. Inga underarter finns listade i Catalogue of Life.